# Nani Dollison
Kun Nan 'Nani' Dollison  is een in Zuid-Korea geboren Amerikaans professioneel pokerspeelster. Zij won onder meer het $1.000 Women's Championship (Limit Hold'em / 7 Card Stud) van de World Series of Poker 2000 (goed voor een hoofdprijs van $53.200,-) en zowel het $2.000 Texas Hold'em (limit)-toernooi als het $1.000 Women's Championship van de World Series of Poker 2001 (goed voor $441.440,- en $41.130,-).
Dollison verdiende tot en met april 2009 meer dan $775.000,- in pokertoernooien (cashgames niet meegerekend).

## Wapenfeiten
Dollison maakte in november 1984 haar entree in de wereld van het professionele poker, met een vijftiende plaats in het $ 1,000 Women's 7-Card Stud-toernooi van de World Series of Poker (WSOP) van dat jaar. Het prijzengeld dat ze daarmee won, was exact gelijk aan het inschrijfgeld dat ze voor dit toernooi betaalde. De eerstvolgende drie geldprijzen die Dollison binnenhaalde op de WSOP, gingen alle drie vergezeld van een toernooioverwinning. In twee daarvan versloeg ze een deelnemersveld dat uitsluitend uit vrouwen bestond. Daar tussenin won ze een 'gewoon' gemengd toernooi, waarin ze aan de finaletafel onder andere Chau Giang en Eli Elezra achter zich liet.
Naast haar WSOP-titels won Dollison onder meer het $1.000 Limit Hold'em-toernooi van de Mid-America Poker Classic 1999 in Tunica (goed voor $24.000,-), het $500 Limit Hold'em-toernooi van The Second Annual Jack Binion World Poker Open 2001 in Tunica ($70.616,-) en het $300 Limit Hold'em - Bubble Tournament van de Four Queens Poker Classic 2001 in Las Vegas ($17.925,-).

## WSOP-titels
| Jaar                       | Toernooi                                                | Prijs      |
| -------------------------- | ------------------------------------------------------- | ---------- |
| World Series of Poker 2000 | $1.000 Women's Championship (Limit Hold'em/7 Card Stud) | $53.200,-  |
| World Series of Poker 2001 | $2.000 Texas Hold'em (limit)                            | $441.440,- |
| World Series of Poker 2001 | $1.000 Women's Championship                             | $41.130,-  |